# Pak Song-chol (calciatore 1991)
Pak Song-chol (박성철?, 朴成哲?; 20 marzo 1991) è un calciatore nordcoreano, attaccante dell'April 25.